# Frans 2. (Tysk-romerske rige)
 For alternative betydninger, se Frans 2.. (Se også artikler, som begynder med Frans 2.)
Frans (tysk: Franz) (12. februar 1768 - 2. marts 1835) var som Frans 2. den sidste kejser af det Tysk-romerske rige fra 1792 til 1806 og som Frans 1. den første kejser af Østrig fra 1804 til 1835. Han var søn af kejser Leopold 2. og kejserinde Maria Ludovika. 
Frans begyndte sin regeringstid midt under Revolutionskrigene og Napoleonskrigene, der førte til store nederlag, prestigetab og territorielle afståelser for Østrig. I 1806 måtte han nedlægge kronen som tysk-romersk kejser, efter at riget nærmest var faldet fra hinanden efter Napoleons erobringer. For en sikkerheds skyld havde han dog allerede i 1804 erklæret sig som kejser af Østrig. I 1810 måtte han endvidere indvillige i at lade sin datter Marie Louise indgå ægteskab med Napoleon.
Efter Napoleons fald blev Frans, sammen med Fyrst Metternich, en af hoveddrivkræfterne i Wienerkongressen og reaktionens Europa, som det kom til udtryk i Den Hellige Alliance. Liberale og andre oppositionsbevægelser blev holdt nede ved hjælp af streng censur og et omfattende spionvæsen. 

## Biografi

### Tidlige liv
Frans blev født den 12. februar 1768 i Firenze i Toscana som det andet barn og ældste søn af den daværende Storhertug Peter Leopold af Toscana i hans ægteskab med Infantinde Maria Ludovika af Spanien, datter af kong Karl 3. af Spanien. 
Hans far var en yngre søn af Maria Theresia af Østrig og den Tysk-romerske kejser Frans 1. Stefan. Peter Leopold havde ved faderens død i 1765 arvet storhertugdømmet Toscana, mens hans storebror Josef 2. efterfulgte sin far som kejser.
Frans voksede indledningsvis op med sine mange søskende ved faderens hof i Toscana. Hans familie vidste dog, at det var sandsynligt, at han med tiden ville blive kejser, da hans onkel Josef 2. ikke havde nogen overlevende børn fra sine to ægteskaber. I 1784 blev den unge ærkehertug Frans derfor sendt til det kejserlige hof i Wien for at blive opdraget og forberedt til sin fremtidige rolle.
Efter Josef 2.s død i 1790, blev Frans' far Tysk-romersk kejser som Leopold 2.. Leopold døde allerede i 1792, hvorefter  Frans, der kun lige var fyldt 24, blev kejser.

### Regeringstid
Frans begyndte sin regeringstid, mens de franske revolutionskrige og Napoleonskrigene stod på. Som leder for en stor og multietnisk nation følte han sig truet af Napoleons retorik om frihed og lighed i Europa og gik ind i revolutionskrigene mod Frankrig. Østrig blev slået af Napoleon, og ved Traktaten i Campo Formio måtte Frans afstå området vest for Rhinen til Frankrig i bytte for Republikken Venedig og Dalmatien. Han kæmpede igen mod Frankrig under den tredje koalition, men efter at være blevet slået i Slaget ved Austerlitz i 1805, måtte han indgå Freden i Pressburg, som opløste det Tysk-romerske rige efter godt tusind års eksistens, svækkede hans kronland Østrig og decentraliserede Tyskland.
I 1809 angreb Frans igen Frankrig i håbet om at drage fordel af den konflikt, som Napoleon var involveret i i Spanien. Han blev igen slået, og blev nu tvunget til at alliere sig med Napoleon, afstå territorium, slutte sig til det kontinentale system og gifte sin datter Marie Louise med Napoleon. I realiteten blev han gjort til en vasal under kejseren af Frankrig. Napoleonskrigene svækkede Østrig og reducerede landets prestige, noget som senere kom til at hjælpe Preussen til at komme sejrrigt ud i kampen om at dominere Tyskland.
I 1813 gik Østrig i krig mod Frankrig for fjerde gang, og sluttede sig til koalitionen af England, Rusland og Preussen i deres krig mod Napoleon. Østrig spillede en stor rolle i Frankrigs endelige nederlag, og som anerkendelse heraf, var det østrigerne, repræsenteret ved Klemens Wenzel von Metternich, som førte forsædet ved Wienerkongressen og bidrog til at danne Den Hellige Alliance, der ledte verdensdelen ind i en ny æra af konservatisme og reaktion.
Frans senere regeringstid blev præget af et reaktionært styre, hvor Liberale og andre oppositionsbevægelser blev holdt nede ved hjælp af streng censur og et omfattende spionvæsen.
Kejser Frans døde som 67-årig den 2. marts 1835 i Wien. Han blev begravet i Kejserkrypten i Kapucinerkirken i Wien. 